# William Grut
William Oscar Guernsey "Wille" Grut, född 17 september 1914 i Stockholm, död 20 november 2012 i Östersund, var en svensk överstelöjtnant, simmare och modern femkampare. Vid olympiska sommarspelen 1948 i London vann han OS-guld i modern femkamp. För detta tilldelades han även Svenska Dagbladets guldmedalj 1948.
Han var son till arkitekten Torben Grut och hans mor Margit Torssell var dotter till operasångerskan Olefine Moe från Norge. William Grut var 1939-1963 gift med Agneta Gyllenstierna som var med i det svenska landslaget i ridning och fäktning. Han ingick därefter äktenskap med Suzanne Lelbach från Ungern.

## Biografi
Grut avlade studentexamen i maj 1932, samma år som hans far ruinerades vid Kreugerkraschen. William hade helst velat studera till läkare och hade blivit inskriven vid Pembroke College, Cambridge, men den drömmen gick upp i rök. Grut valde då att bli militär, en utbildning som inte kostade något. Dessutom kände han det som en plikt att bidra till rikets försvar. Han gick ut som etta på reservofficerskursen vid Karlberg 1935, och två år senare som nummer två på officerskursen, efter Fredrik Löwenhielm, som senare blev rikshemvärnschef. Han hade rang av överstelöjtnant, men betraktades på 1960-talet som en säkerhetsrisk på grund av äktenskapet med en ungerska och fick därför sluta som militär och var därefter verksam som läkemedelskonsulent. 
Grut bodde under många år i franska Aix-en-Provence men hade från början av 1960-talet också bostad på Ven. Den fastigheten sålde han och han bodde till sin död i Östersund.

## Idrottskarriär
Fadern Torben Grut, arkitekt och svensk mästare i tennis vid sekelskiftet, hade nog gärna sett William följa i sina fotspår. Tyvärr hade sonen inte det bollsinne som krävdes; i stället blev simning hans första idrott. Grut satte nytt skolrekord på 100 meter frisim 1928 och vann tre SM 1932 för SK Neptun på distanserna 200, 400 och 1500 meter frisim. Resultaten meriterade honom att bli uttagen till Olympiska sommarspelen 1932, men hans plats gick i stället till ytterligare en svensk ledare. 1935 blev det två SM till på 400 och 1500 meter frisim. Samma år blev han svensk mästere i vattenpolo med SK Neptun.
1936 var Grut som åskådare på OS i Berlin och det var där han såg tysken Gotthard Handrick vinna guldmedaljen i modern femkamp. Dessförinnan hade segraren alltid varit svensk: Gösta Malcolm Lilliehöök 1912, Gustaf Dyrssen 1920, Bo Lindman 1924, Sven Thofelt 1928, Johan Oxenstierna 1932.

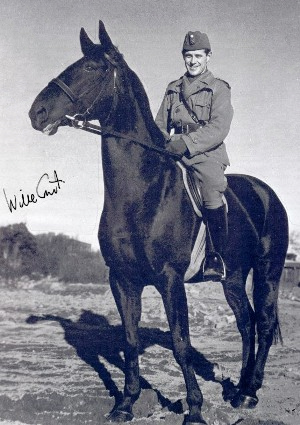
William Grut 1948

Som löjtnant och kapten vid hästspända Svea artilleriregemente hade Grut alla möjligheter att träna de fem grenarna som ingick i modern femkamp: terränglöpning varje dag i Lill-Janskogen, simning i Sportpalatset dagligen efter morgonritten, fäktning tre gånger i veckan och pistolskjutning under lunchuppehållet varje dag. Mellan 1938 och 1948 vann han fem individuella svenska mästerskap i modern femkamp (1938, 1939, 1940, 1944 och 1948). Därutöver vann han flera lag-SM med Svea artilleriregemente.
Året 1948 deltog Grut först i Vinter-OS i St. Moritz, dit Sverige även hade skickat Claes Egnell, Gustaf Lindh och Bertil Haase för att delta i Vinterfemkamp (störtlopp, längdåkning, pistolskjutning, fäktning och ridning). Gustaf Lindh vann olympisk guldmedalj och Grut silver. St. Moritz betraktades av Grut som en "förövning" till Sommar-OS samma år.
Grut kom till London för OS 1948 mycket väl förberedd, tillsammans med lagkamraterna Gösta Gärdin och Sune Wehlin. Med litet tur i lottdragningen i terrängritten, som han vann på hästen Clarian Boy, gjorde Grut sedan sin bästa tävling någonsin. Man räknade "platssiffror" i modern femkamp på den tiden, och det slutade för Gruts del med 1+1+5+1+8=16, den bästa platssiffran någonsin. Grut vann därmed olympisk guldmedalj i modern femkamp. Gärdin vann brons.
Från London-OS hemfördes inte mindre än 17 guldmedaljer till Sverige. Svenska Dagbladets guldmedalj, ("bragdmedaljen") tilldelades det året Grut.
Efter OS 1948 slutade Grut att tävla på allvar och tog i stället över som ledare för femkamparna. Han såg sin elev Lars Hall vinna guldmedaljen både i Helsingfors 1952 och Melbourne 1956. Han var svensk fanbärare vid OS i Rom 1960.
1960 blev Grut vald till generalsekreterare i det internationella femkamps- och skidskytteförbundet (UIPMB), en befattning han innehade i 24 år. På fritiden ägnade sig Grut åt golf. Bättre än handikapp 12 fick han aldrig, men ändå blev golfen ett stort glädjeämne i hans senare liv.
Gruts lärare i gymnastik och idrott vid Karlberg, kapten Bertil Uggla, hade rått de unga kadetterna att "idrotta tills ni dör, men inte så att ni dör", och det rådet följde Wille Grut hela sitt liv.
William Grut är begravd på Djursholms begravningsplats.

## Memoarer
- Om jag minns rätt?. Stockholm: Strömberg. 1994. ISBN 91-7151-020-6